# Halowe Mistrzostwa Świata w Lekkoatletyce 2003 – sztafeta 4 × 400 m mężczyzn
Sztafeta 4 × 400 m mężczyzn – jedna z konkurencji rozgrywanych podczas halowych mistrzostw świata w lekkoatletyce w 2003. Eliminacje odbyły się 15 marca, a finał został rozegrany 16 marca.
Udział w tej konkurencji brały ekipy reprezentujące 8 państw. Zawody te wygrała ekipa z Jamajki (w składzie: Leroy Colquhoun, Danny McFarlane, Michael Blackwood, Davian Clarke, Kemel Thompson). Drugą pozycję zajęli zawodnicy z Wielkiej Brytanii (w składzie: Jamie Baulch, Timothy Benjamin, Cori Henry, Daniel Caines, Mark Hylton, Jared Deacon), trzecią zaś reprezentanci Polski (w składzie: Rafał Wieruszewski, Grzegorz Zajączkowski, Marcin Marciniszyn, Marek Plawgo, Artur Gąsiewski, Piotr Rysiukiewicz).
Sztafecie Stanów Zjednoczonych anulowano wyniki, jak również został jej odebrany złoty medal po tym, jak za stosowanie dopingu został zdyskwalifikowany Jerome Young.

## Wyniki

### Eliminacje
Źródło: 
Bieg 1
| Miejsce | Zawodnicy                                                        | Państwo           | Wynik   | Uwagi |
| ------- | ---------------------------------------------------------------- | ----------------- | ------- | ----- |
| 1.      | Leroy Colquhoun Danny McFarlane Kemel Thompson Michael Blackwood | Jamajka           | 3:06,46 |       |
| 2.      | Mark Hylton Jared Deacon Timothy Benjamin Cori Henry             | Wielka Brytania   | 3:06,60 | SB    |
| –       | Paul Brizzel Gary Ryan Paul McKee David McCarthy                 | Irlandia          | DNS     |       |
| –       | James Davis Derrick Brew Milton Campbell Jerome Young            | Stany Zjednoczone | 3:04,17 |       |

Bieg 2
| Miejsce | Zawodnicy                                                                | Państwo   | Wynik   | Uwagi |
| ------- | ------------------------------------------------------------------------ | --------- | ------- | ----- |
| 1.      | Oleg Miszukow Dmitrij Gołowastow Andriej Rudnickij Aleksandr Usow        | Rosja     | 3:08,71 |       |
| 2.      | Rafał Wieruszewski Artur Gąsiewski Marcin Marciniszyn Piotr Rysiukiewicz | Polska    | 3:16,10 |       |
| –       | Troy McIntosh Avard Moncur Carl Oliver Timothy Munnings                  | Bahamy    | DSQ     |       |
| –       | Salvador Rodríguez Daniel Ruiz Alberto Martínez Artzai Morante           | Hiszpania | DSQ     |       |

### Finał
Źródło: 
| Miejsce | Zawodnicy                                                                | Państwo           | Wynik   | Uwagi |
| ------- | ------------------------------------------------------------------------ | ----------------- | ------- | ----- |
| 01 !    | Leroy Colquhoun Danny McFarlane Michael Blackwood Davian Clarke          | Jamajka           | 3:04,21 | NR    |
| 02 !    | Jamie Baulch Timothy Benjamin Cori Henry Daniel Caines                   | Wielka Brytania   | 3:06,12 | SB    |
| 03 !    | Rafał Wieruszewski Grzegorz Zajączkowski Marcin Marciniszyn Marek Plawgo | Polska            | 3:06,61 | SB    |
| –       | Oleg Miszukow Aleksandr Usow Andriej Rudnickij Dmitrij Bogdanow          | Rosja             | DSQ     |       |
| –       | James Davis Jerome Young Milton Campbell Tyree Washington                | Stany Zjednoczone | 3:04,09 |       |